# كينغ برينسيس
ميكايلا مولاني شتراوس (من مواليد 19 ديسمبر 1998) والمعروفة باسمها الفني كينغ برينسيس، هي مغنية أمريكية وكاتبة أغاني وعازفة عدة الآلات من بروكلين، نيويورك، متعاقدة مع شركة مارك رونسون زيليج ريكوردز، وهي علامة تجارية لشركة كولومبيا ريكوردز. أصدرت برينسيس أغنيتها المنفردة الأولى "1950" في فبراير 2018، من أول ألبوم ممتد لهم (EP) Make My Bed، صدرت في وقت لاحق من ذلك العام حققت نجاحًا تجاريًا وتصدرت قوائم الأغاني في مناطق متعددة، حصلت لاحقًا على شهادة البلاتين من قبل رابطة صناعة التسجيلات الأمريكية. حصلت أغنيتها المنفردة الثانية "Talia" على شهادة البلاتين في أستراليا من قبل رابطة صناعة التسجيلات الأسترالية. أصدرت برينسيس ألبومها الاستوديو الأول Cheap Queen في عام 2019 وحظي بإشادة واسعة النطاق من النقاد.